# TREC
TREC - Techniques de randonnée équestre de compétition (французька) — вид змагань з кінного спорту, що виник у 80-ті роки минулого сторіччя у Франції. До міжнародної федерації (FITE) входять 22 національні федерації. Є незалежним видом спортивного орієнтування (англ. Mounted orienteering, дос. «Спортивне орієнтування верхи [на конях]»). 

## Етапи
Змагання з ТРЕКу включають у себе такі етапи:

### Контроль алюрів
Етап Контроль алюрів покликаний показати наскільки добре вершник управляє швидкістю руху свого коня. Причому оцінюється не якість алюрів, а саме їх швидкість. Старт і фініш позначений прапорцями: справа червоним, а зліва білим. Відрізок траси довжиною 100 або 150 метрів потрібно спершу проїхати найповільнішим галопом, на який здатний ваш кінь, а потім розвернутися і ту ж трасу, але вже в інший бік, проїхати найшвидшим кроком, пам'ятаючи, що збій у рись веде до дискваліфікації з етапу. Суддя вмикає секундомір, як тільки передня нога коня переступить стартову лінію і вимкне, як тільки передня нога коня переступить фінішну лінію. Конфігурація перепадів висоти траси залежить від рівня змагань. Для початківців це буде рівний відрізок піску, трави або ґрунтової дороги, шириною не менше 4-х метрів. З підвищенням рівня зростає складність етапу. Наприклад, для рівня 3 передбачені плавні повороти, невеликі спуски і підйоми, а ширина траси буде 1,5 метри.

### Смуга перешкод
На маршруті встановлюється 16 різних перешкод із запропонованого списку на розсуд організатора. Бали нараховуються за кожну пройдену перешкоду від 0 до 7, плюс можна набрати додатково 1-3 бали за стиль або втратити 1-3 бали за грубі порушення. Тобто максимально можливо набрати 10 балів за кожну перешкоду, які підсумовуються. Якщо вершник отримав 0 балів за перешкоду, це не веде до дискваліфікації і він може продовжувати маршрут.

### Орієнтування

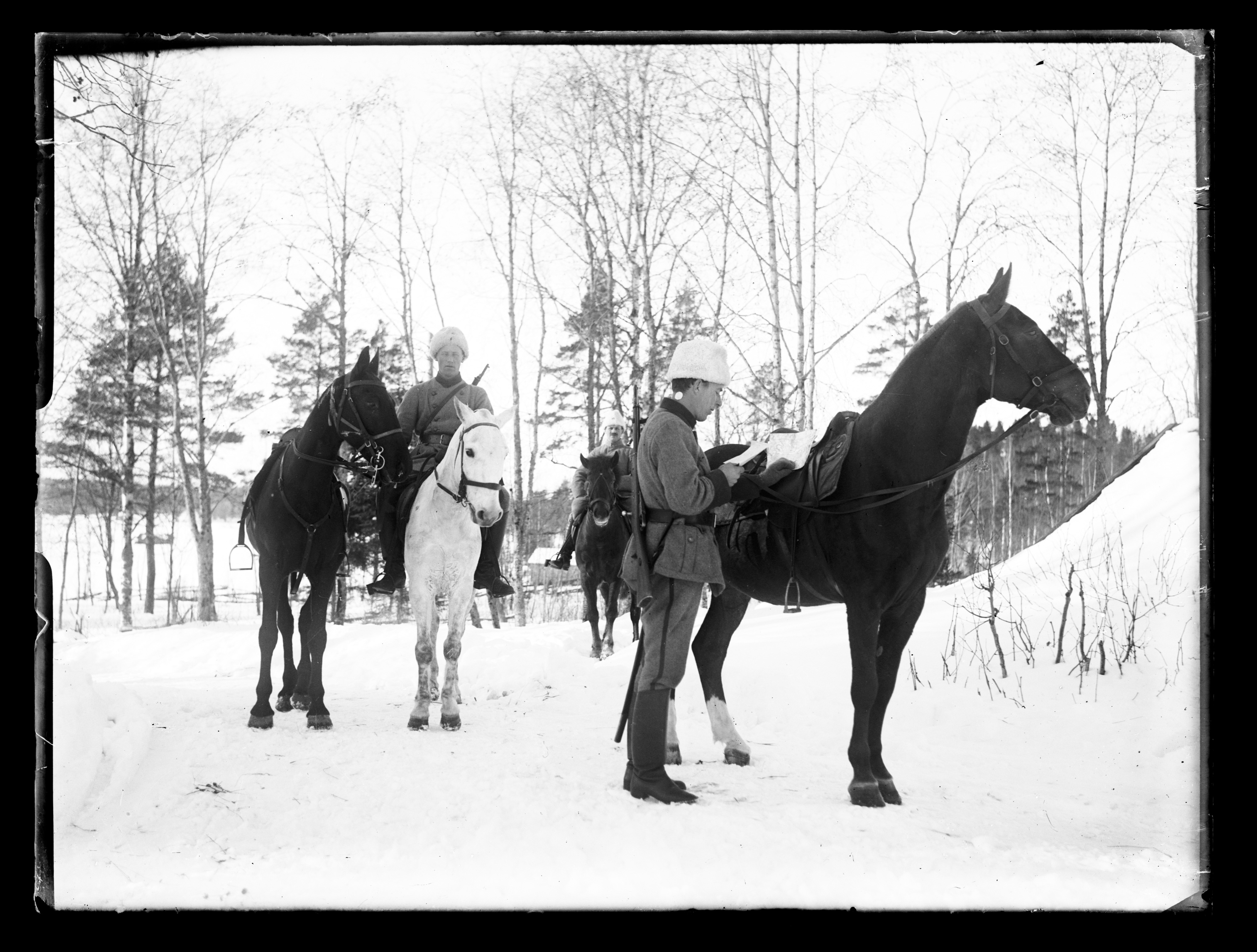
Читання карти вершником, 1924

Етап Орієнтування починається зі Штабу (Map Room), де учасникам надається загальна карта з нанесеним маршрутом і видаються копії карти, але без розмітки. Спортсмени повинні самі перенести маршрут і легенду із загальної карти в свою похідну і зробити це дуже точно, оскільки найменше відхилення від курсу, і ви збилися зі шляху! На роботу з картою виділяється 20 хвилин. Далі учасники вимикають мобільні телефони, суддя запаковує їх в конверт, який ви берете з собою, але не маєте право відкривати, і дається старт з інтервалом в 5 хвилин. Можна стартувати не тільки індивідуально, але парами, і навіть групами. Час парного (групового) старту і фінішу, в тому числі на проміжних КП, рахується по передній нозі останнього коня з групи, який переступив лінію старту (фінішу). Маршрут складається з декількох відрізків (зазвичай їх не більше 4-х), в кінці кожного розташований Контрольний Пункт (КП). Швидкість руху по маршруту є заданою для кожного відрізка. Вершник, приїхавши на черговий КП, отримує відмітку про час прибуття в Дорожній Журнал і конверт з наступним завданням. Ще на маршруті зустрічаються Відмітки (це може бути прикріплена до дерева друкований штамп на мотузочці, який треба перенести в свій журнал, або напис, який треба запам'ятати), а також ходять Контролери, вони тільки й чекають, що ви дістанете прихований смартфон з GPS- навігатором, що категорично заборонено. Складність карти, її елементів та завдань залежить від рівня кваліфікації змагань.
Існує також версія ТРЕКу в упряжі.